# 塔莱斯
塔莱斯，是西班牙瓦伦西亚自治区卡斯特利翁省的一个市镇。总面积15平方公里，总人口724人（2001年），人口密度48人/平方公里。